# Semiothisa victorinata
Semiothisa victorinata är en fjärilsart som beskrevs av Achille Guenée 1858. Semiothisa victorinata ingår i släktet Semiothisa och familjen mätare. Inga underarter finns listade i Catalogue of Life.